# Spinnenjagers
Spinnenjagers (Arachnothera) zijn een geslacht van zangvogels uit de familie honingzuigers (Nectariniidae). Er zijn 13 soorten die voorkomen in tropisch Azië. De naam Archanothera is ontleend aan het Oudgrieks. Het woord spin is αράχνη (arachne), jagen is θηραω (therao).

## Kenmerken
De grootste spinnenjager is de geeloorspinnenjager (Arachnothera flavigaster). Alle spinnenjagers hebben lange, spitse, gebogen snavels die minstens even lang zijn als de rest van de kop, maar meestal langer. Ze hebben een lange, grotendeels buisvormig tong. Het verenkleed van de spinnenjagers is vrij sober, zonder opvallende kleuren en glans, zoals bij veel andere soorten uit de familie van de honingzuigers. De lichaamslengte varieert van 13 tot 22 cm.

## Leefwijze
Ze foerageren op zowel nectar als een groot aantal kleine ongewervelde dieren. Deze vogels zijn erg territoriaal en verdedigen hun territorium erg fel.

## Voortplanting
Hun eivormige nesten zijn gemaakt van mos en spinrag en worden meestal opgehangen aan twijgen en takken.

## Verspreiding en leefgebied
Andere geslachten uit  de familie honingzuigers hebben soms een grote verspreiding in de Oude Wereld. Spinnenjagers daarentegen zijn beperkt tot een gebied dat reikt van India tot de Filipijnen. De meeste soorten bevinden zich op het schiereiland Malakka, Sumatra en Borneo.
Spinnenjagers zijn bosvogels die voorkomen in een groot aantal typen bos variërend van primair regenwoud en bossen met plankwortelbomen tot moerasbos, zwaar gedegradeerd secondair bos, parken en tuinen. De meeste soorten komen voor in het laagland, alleen de bergspinnenjager (Arachnothera juliae) is een vogel van de bergbossen op Borneo. Geen van de spinnenjagers komt voor als bedreigde vogelsoort op de Rode Lijst van de IUCN. Echter, de aantallen van acht soorten lopen achteruit, maar niet in een verontrustend hoog tempo.
De vogels foerageren in tuinen vaak op bloemen van uit Amerika afkomstige planten en bomen zoals Canna. Deze Amerikaanse planten zijn aangepast aan bestuiving door kolibries. In bijvoorbeeld Borneo wordt deze rol moeiteloos door de spinnenjagers overgenomen.

## Soorten
Het geslacht kent de volgende soorten:
- Arachnothera affinis – Javaanse grijsborstspinnenjager
- Arachnothera chrysogenys – Geelwangspinnenjager
- Arachnothera clarae – Naaktwangspinnenjager
- Arachnothera crassirostris – Diksnavelspinnenjager
- Arachnothera dilutior – Palawanspinnenjager
- Arachnothera everetti – Everetts spinnenjager
- Arachnothera flammifera – Mindanaospinnenjager
- Arachnothera flavigaster – Geeloorspinnenjager
- Arachnothera juliae – Bergspinnenjager
- Arachnothera longirostra – Kleine spinnenjager
- Arachnothera magna – Gestreepte spinnenjager
- Arachnothera modesta – Maleise grijsborstspinnenjager
- Arachnothera robusta – Langsnavelspinnenjager